# Neuquenraptor
Neuquenraptor ("lupič z provincie Neuquén") byl rod menšího unenlagidního teropodního dinosaura, který žil před asi 89 miliony let (svrchní křída, stupeň coniak) na území dnešní argentinské Patagonie (nedaleko města Plaza Huincul). Tento rod náleží do podčeledi Unenlagiinae, spolu s několika dalšími druhy.

## Objev a popis
Fosilie tohoto dinosaura byly objeveny v lednu roku 1996 v sedimentech souvrství Portezuelo, pocházejících z období geologického stupně coniak, což odpovídá stáří zhruba 89 milionů let. V roce 1997 byl tento dinosaurus neformálně označen jako "Araucanoraptor argentinus" a o dva roky později byl provizorně zařazen do čeledi Troodontidae. Roku 2005 byl formálně popsán jako Neuquenraptor argentinus a zařazen do podčeledi Unenlagiinae. Holotyp nese označení MCF-PVPH 77 a jde o fragmentární fosilii levé dolní končetiny, obratlů a několika dalších kostních fragmentů.

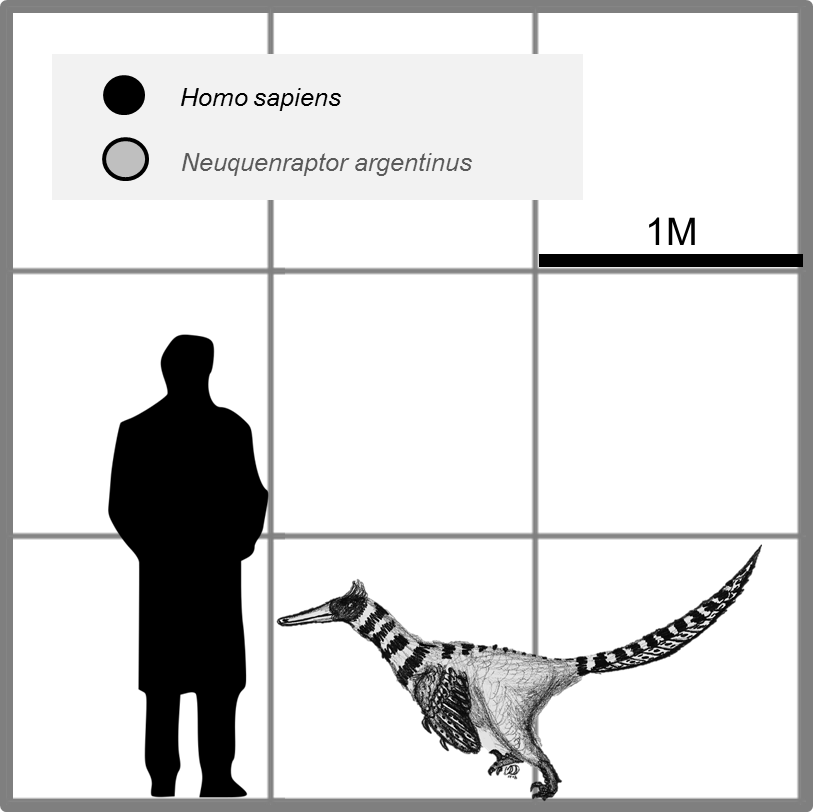
Velikostní porovnání neuquenraptora a člověka.

## Popis
Neuquenraptor byl relativně malý dravý dinosaurus, dosahující délky kolem 1,8 metru a hmotnosti přibližně 20 kilogramů. Byl tak nicméně podstatně větší, než například jeho blízký příbuzný rodu Buitreraptor. Stejně jako ostatní unenlagiini byl i Neuquenraptor pravděpodobně opeřený a dokázal poměrně rychle běhat.

## Klasifikace
Neuquenraptor patřil do podčeledi Unenlagiinae v rámci čeledi Unenlagiidae, blízce příbuznými rody mu byly například Rahonavis, Austroraptor, Buitreraptor a Unenlagia.